# Vörösfejű futómadár
A vörösfejű futómadár vagy Temminck-futómadár (Cursorius temminckii) a madarak osztályának lilealakúak (Charadriiformes) rendjébe, ezen belül a székicsérfélék (Glareolidae) családjába tartozó faj.

## Rendszerezése
A fajt William Swainson angol ornitológus írta le 1822-ben. Tudományos faji nevét Coenraad Jacob Temminck holland zoológusról kapta.

## Előfordulása
Afrikában a Szahara alatti területeken  honos. Természetes élőhelyei a mérsékelt övi, szubtrópusi és trópusi füves puszták és szavannák, valamint szántóföld. Állandó, nem vonuló, de nomád faj.

## Megjelenése
Testhossza 20 centiméter, testtömege 64-80 gramm. Tollazatára a vörösesbarna ami jó rejtőszín a talajon. A tarkóján összefutó fekete szemsávja és vöröses színű feje van.  Karcsú teste és hosszú erős lába van.
|  |

## Életmódja
A lilékhez hasonlóan futva, megállva keresgéli rovarokból és gerinctelenekből álló táplálékát, de a magvakat is megeszi.

## Szaporodása
Talajon a földbe kapart mélyedésbe rakja fészkét. A fiókák fészekhagyók, de a szülők még a fészek elhagyása után is táplálják őket.

## Természetvédelmi helyzete
Az elterjedési területe rendkívül nagy, egyedszáma pedig stabilt. A Természetvédelmi Világszövetség Vörös listáján nem fenyegetett fajként szerepel.